# 天主教科隆-雅拉庫納教區
天主教科隆-雅拉庫納教區（拉丁語：Dioecesis Columbensis-Kunayalensis）是巴拿馬一個羅馬天主教教區，屬巴拿馬城總教區。
教區成立於1988年12月15日，包括科隆省和雅拉庫納族自治區，教座位於科隆。2006年有教友171,000人，佔轄區總人口72.1%。教區下轄二十個堂區，有卅三名司鐸。現任教區主教為曼努尔·奥克加维亚·巴拉霍纳。